# Theodosius-Missorium
Das Theodosius-Missorium ist eine spätantike Silberplatte aus dem 4. Jahrhundert n. Chr. und wird der theodosianischen Epoche zugeordnet. Es wurde 1847 südöstlich der spanischen Stadt Almendralejo in einem Hortfund entdeckt. Das Missorium befindet sich heute im Gabinete de Antigüedades der Real Academia de la Historia in Madrid.
Missorium ist in der spätantiken Literatur die Bezeichnung für die große, runde, flache Mittelplatte eines Prunkgeschirrs. Abgeleitet wird der Begriff wohl von missus lat. = Sendung oder mensa lat. = Tisch, wobei sowohl die Bedeutung als Gabe oder aber nur ihre Verwendung als Auftrageplatten anklingt.

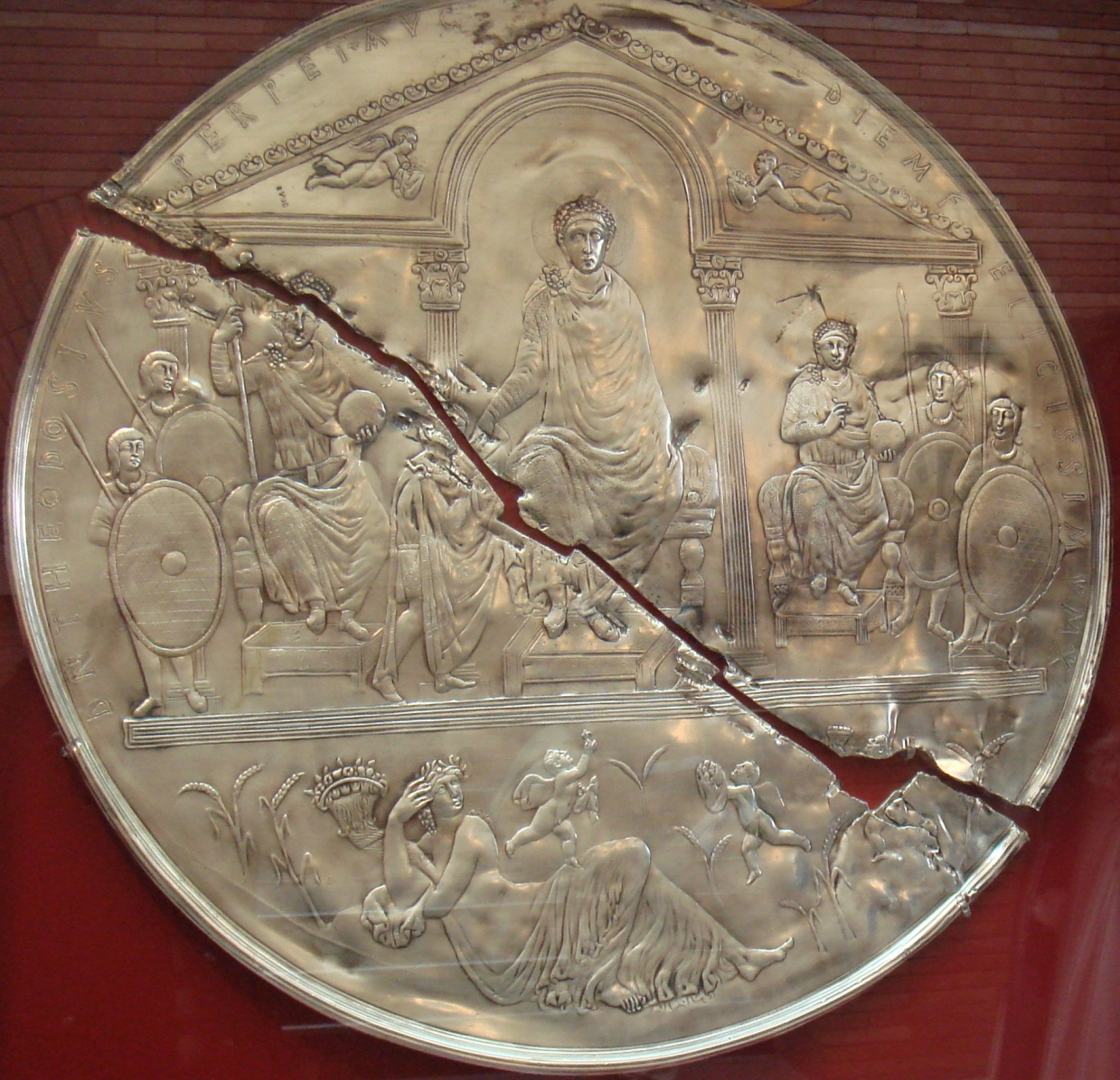
Theodosius-Missorium

## Fundgeschichte
Das Missorium des Theodosius I. wurde bei Feldarbeiten gefunden. In Alemdralejo, einer Stadt 29 km entfernt von Mérida, stieß man im Jahre 1847 auf das Missorium und zwei kleine silberne Tassen. Diese Tassen sind jedoch heute verschollen. Allerdings gibt es widersprüchliche Aussagen über den Zustand des Fundes. Helmut Schlunk und Theodor Hauschild beschreiben in ihrem Buch, dass es bei den Feldarbeiten von einem Pflug getroffen wurde und dadurch in zwei Teile zerfiel. Richard Delbrueck hingegen schreibt, dass es zusammengefaltet aufgefunden wurde. Als man nun versuchte, das Missorium mit einem Meißel zu bearbeiten, zerbrach es und kleine Stücke des Missoriums gingen verloren. Möglicherweise wurde die Platte aber auch bereits in der Antike durch Meißelhiebe zweigeteilt.

## Technische Daten und Erhaltungszustand
Das kreisrunde Theodosius-Missorium hat einen Durchmesser von 74 cm und ist 4–8 mm stark. Es wiegt vom römischen Pfund ausgehend 15,350 kg. Sowohl die Durchmesser als auch die Gewichtsangaben befinden sich auf der Rückseite in griechischer Schrift. Wenn man den Erhaltungszustand betrachtet, erkennt man, dass dem zerbrochenen Missorium auch der Fuß fehlt. Auch eine in der Literatur erwähnte Vorrichtung zum Aufhängen ist nicht mehr vorhanden. Rückseite und Rahmen sind abgetrennt. Außerdem ist es fleckig, da eine galvanoplastische Kopie für das Victoria and Albert Museum gefertigt wurde. Die Vergoldung ist nur in den Lettern erhalten. Das Theodosius-Missorium ist geringfügig oxidiert.

## Herstellungsort und Herstellungstechnik
Die Künstler und die Werkstatt sind nicht genau bekannt. Als wahrscheinlichster Herstellungsort für das Theodosius-Missorium gilt Thessaloniki, die Hauptstadt der makedonischen Dioecesis. Hier beging Theodosius seine Dezennalienfeier zum zehnjährigen Regierungsjubiläum am 19. Januar 388 n. Chr. Die Silberschmiede, zuständig für die Herstellung der Largitio, begleiteten den Kaiser überall hin. Somit ist davon auszugehen, dass sie sich bei Theodosius I. in Thessaloniki befanden.
Um das Theodosius-Missorium herzustellen, wurden Ziseliermeißel verschiedener Stärke, Hohlmeißel und Punktpunzen verwendet. Kreispunzen ergeben schräg aufgesetzt Halbkreise. Auch wurde die Gusstechnik verwendet, die darauf schließen lässt, dass das Theodosius-Missorium in einer Serie hergestellt wurde. Allerdings wurde die Inschrift nicht mitgegossen, sondern einzeln eingeprägt.

## Das ikonographische Programm
Das Theodosius-Missorium hat die umlaufende Inschrift D(ominus) N(noster) THEODOSIVS PERPET (uus) AVG (ustus) OB DIEM FELICISSIMUM X., d. h. „Unser Herr Theodosius beständiger Augustus wegen des Tages seines (glücklichen) zehnjährigen Jubiläums.“ Durch diese Inschrift kann das Theodosius-Missorium auf das Jahr 388 n. Chr. datiert werden, das Jahr des zehnjährigen Regierungsjubiläums Theodosius’ I.
Das Theodosius-Missorium ist in zwei Zonen, eine größere obere und eine kleinere untere untergliedert. In der Mitte der oberen Zone thront im Mittelpunkt der Platte Theodosius I., römischer Kaiser von 379 bis 395. Er sitzt auf einem Sessel und stemmt darauf seine linke Hand. Er reicht einer vor ihm stehenden Person mit der rechten Hand einen Gegenstand. Sein Kopf ist umgeben von einem Nimbus. Theodosius hat ein schmales, bartloses Gesicht und eine breite Stirn, die Nase ist recht lang, leicht gebogen und feingliedrig geformt. Sein Mund und auch sein Kinn sind fast zart. Das Haar ist gekämmt und hängt lose im Nacken. Auf dem Kopf trägt er ein Diadem, ein breites mit Perlen besetztes Band. Das Stirnjuwel ist ein mit Perlen eingefasster konvexer Stein. Er ist bekleidet mit einer Chlamys, die über der Schulter von einer ovalen Prunkfibel zusammengehalten wird. Der konvexe Stein hat eine Perlenfassung. Darunter trägt er eine kurze Tunika mit langen Ärmeln und einem sehr breiten, mit Perlen verzierten Besatz, einen losen Gürtel, Strümpfe und Schuhe, die sogenannten Campagi. Diese sind über dem Spann geschlossen, an dem sich auch ein ovaler Edelstein, ein sogenannter Buckel, befindet.
Auch die links und rechts von Theodosius sitzenden Personen sind von einem Nimbus umgeben. Gemäß den Konventionen der Bedeutungsperspektive sind sie kleiner als der Kaiser dargestellt. Ihren Kopf neigen sie leicht zu Theodosius hinüber. Ihr Haar wird auch von einem Diadem verschönert. Sie tragen die gleiche Art der Kleidung, eine Chlamys mit Einsätzen, die durch eine Fibel zusammengehalten wird. Die kurze Tunika hat lange Ärmel, sie tragen ebenfalls Strümpfe und Campagi. Insgesamt ist ihre Kleidung schlichter als die des Kaisers.
Rechts von Theodosius I. thront Valentinian II., einer seiner beiden Mitregenten. Er sitzt etwas weiter hinten. Seine linke Hand hält einen fast kopfgroßen Globus, auf dem Dreiecke zu erkennen sind. Seine Rechte stützt er auf einen großen Zepter. Er hat einen breiten Kopf und eine kürzere Nase. Der Einsatz seiner Chlamys ist ein Netzmuster aus sich überschneidenden Kreisen. Die Campagi haben keine Perlenborten.
Links von Theodosius ist der zweite Mitregent abgebildet, sein ältester, damals erst elfjähriger Sohn Arcadius. Auch er hält einen Globus in der linken Hand. Seine freie Hand hat er zum Redegestus erhoben. Dieser Redegestus galt im späten 4. und frühen 5. Jahrhundert als Kennzeichen der Kaiser im Kindesalter. Diese Darstellung ist positiv, da er als Bildungs- und Kompetenzformel gilt. Denn oft gab es Zweifel an der Kompetenz der Kinderkaiser. Arcadius sitzt noch weiter zurück und ist noch kleiner. Er ähnelt Theodosius, sein Gesicht ist spitzer, kürzer und vor allem jünger. Der Einsatz seiner Chlamys enthält ein gedrehtes Quadrat und darin sieht man beispielsweise eine kleine Rundscheibe.
Dass es sich bei allen dreien um Augusti handelt, lässt sich daran festmachen, dass sie das den Augusti vorbehaltene Diadem tragen. Alle drei sitzen sie auf Stühlen ohne Rückenlehne, aber mit einem Fußschemel. Der auf dem Theodosius-Missorium dargestellte Beamte bekommt von Theodosius ein sogenanntes Diptychon überreicht. Theodosius übergibt ihm somit ein codicillus, das bedeutet, dass dem Beamten ein Amt verliehen wird. Allerdings bleibt es fraglich, ob die hier dargestellte Verleihung eines Amtes ein Einzelfall oder eine dauerhafte Funktion des Kaisers ist. Das Diptychon wird von einem Querband zusammengehalten. Die Hände des Beamten sind verhüllt und er steht in Schrittstellung. In der Literatur wurde beschrieben, dass das Gesicht möglicherweise rund und bartlos ausgesehen hat; es ist aber fast vollständig zerstört. Das Haar ist ähnlich dem der Kaiser frisiert. Auch er trägt eine kurze Tunika, darüber ein Chlamys. Seine Fibel ist eine für Beamten typische Zwiebelknopffibel. Sowohl links als auch rechts im Bild sind je zwei Leibwächter zu sehen. Sie haben volles, glattes Haar und keinen Bart. Die Gesichter wirken germanisch und soldatisch. Auch sie tragen eine kurze Tunika mit Besatz. In den Händen halten sie kurze Lanzen und Schilde. Hinter den Personen sieht man das kaiserliche Tribunal, das unter anderem aus vier korinthischen Pfeilern besteht.
In der unteren Hälfte des Theodosius-Missoriums befindet sich eine große weibliche Gestalt, eine Allegorie der „Terra Mater“ oder Tellus. Sie ist auf ihren rechten Ellenbogen gestützt und ein Horn klemmt in ihre Armbeuge. Sie befindet sich zwischen Pflanzen, Frucht und Ähren. Sie ist nur mit einem Tuch bekleidet, welches ihre Beine umhüllt. Ihren Blick richtet sie auf die Kaiser. Auf ihren Haaren trägt sie einen Kranz aus Schoten, Weintrauben, Blättern und ein Stirnjuwel von runder Form.
Im unteren Teil des Missoriums schweben drei Genien. Diese als etwa vierjährige Jungen dargestellten Figuren kommen auch im oberen Abschnitt des Missoriums in beiden Ecken des Giebels vor. Die Genien im unteren Abschnitt tragen Tücher oder einen Korb mit Früchten. Einer der Genien, der die Blume in der Hand hält, schaut zu Theodosius hinauf. Die Genien und auch Tellus bzw. Terra stehen für das sogenannte „Glückliche Zeitalter“. Die hier vorkommenden Genien verkörpern die vier Jahreszeiten in männlicher Form. Die Genien, auch Kairoi oder tempora anni genannt, sind die männliche Version der lateinischen Jahreszeiten. Sie finden allerdings nur in der kaiserzeitlichen Literatur häufige Erwähnung. Genien und Tellus werden oft in Verbindung miteinander dargestellt. Ihr Kult ist eng mit dem des Kaisers verbunden. Das Theodosius-Missorium ist typisch für die byzantinische Spätantike, da hier das eigentümliche Zurücktreten und Verschwinden der malerischen Landschaft vorhanden ist. Auch besitzt das Bild keine Bodenlinie und wurde somit unmittelbar auf den Hintergrund gesetzt.
Wegweisende Erkenntnisse zu der eben vorgenommenen Deutung des Theodosius-Missorium publizierte Richard Delbrueck 1929. Diese ist bis heute weithin akzeptiert und andere Arbeiten bauen darauf auf, wie beispielsweise der Text Wulf Raecks. Friedrich Wilhelm Deichmann und Jutta Meischner schlugen eine abweichende Deutung für das ikonographische Programm des Theodosius-Missoriums vor, was nicht nur zu einer zeitlichen Umdatierung des Missoriums führte, sondern auch dazu, dass die abgebildeten Personen nun als andere Augusti interpretiert wurden.
Deichmann bezieht das Missorium auf das Jahr 393 n. Chr. Er begründet dies damit, dass das bei der Inschrift des Theodosius-Missoriums vorhandene X oben einen Kreis besitzt und somit das X als 15 statt 10 gedeutet werden müsste. Somit bezöge sich das Missorium auf das fünfzehnte Regierungsjubiläum und nicht auf das zehnte. So könnte Valentinian II. nicht mehr einer der Mitregenten sein, da dieser bereits 392 n. Chr. starb.
Meischner hingegen verlegt das Theodosius-Missorium ins 5. Jahrhundert, in das Jahr 421 n. Chr. Sie argumentiert, dass es sich bei dem Kaiser in der Mitte um Theodosius II., zu dessen Rechten Honorius und zu seiner Linken Valentinian III. handelt. Diese Deutung wird unter anderem damit begründet, dass Meischner das Theodosius-Missorium als ein Werk von unterschiedlicher Qualität betrachtet im Vergleich zur Qualität und Ausführung von anderen Kunstgegenständen des Weströmischen Reiches. Dies würde nicht in die Zeit Theodosius I. passen.
Entschieden gegen diese Deutung sprach sich Arne Effenberger aus. Als Argument gegen die Datierung Meischners gibt er beispielsweise an, dass Theodosius II. 408 zum Alleinherrscher wurde. Sein 10. Regierungsjubiläum hätte somit 418 und nicht 421 n. Chr. stattgefunden. Deshalb sieht er es als unwahrscheinlich an, dass das in der Inschrift angegebene Jubiläum auf die Herrschaft von Theodosius II. verweist. Jutta Meischner verweist hingegen darauf, dass die Inschrift, die ein zehnjähriges Jubiläum erwähnt, die zehnjährige Herrschaft von Theodosius II. im Jahr 418 n. Chr. hervorheben soll, nachdem sein Vater Arcadius im Jahr 408 n. Chr. verstarb. Ausgehend davon (wie beschrieben durch Alicia Canto, siehe unten) glaubt Meischner, dass das Missorium wahrscheinlich durch Galla Placidia in Auftrag gegeben wurde und in Ravenna um 421 n. Chr. als Geschenk für ihren Neffen Theodosius II. hergestellt wurde. Sie räumt hingegen ein, dass die Deutung der römischen Zahlen auf dem Missorium in der Arbeit von Alicia Canto (die auf derselben Madrider Konferenz vorgestellt wurde), als quindecennalia, das fünfzehnjährige Regierungsjubiläum, beschrieben sind im Gegensatz zur verbreiteten Leseweise als decennalia. Dies ermöglicht eine Neubewertung der Geschichte des Missoriums, der Rolle von Galla Placidia, seiner Funktionen und seiner unbekannten Herkunft. Meischners Argumentation, dass Regierungsjubiläen auch einmal verschoben wurden, sieht er als nicht zutreffend an.

## Das Theodosius-Missorium: Eine Largitionsplatte und ein Repräsentationsbild
Das Theodosius-Missorium wird auch als Largitionsplatte bezeichnet, da diese der Repräsentation dienten. Auch ehrenvolle Auszeichnungen werden mit solchen Gegenständen zur Schau gestellt. Es gibt die wertvollen Varianten aus Silber oder aus weniger kostbarem Material, auf denen oft Dinge dargestellt werden, die sich auf einen Kaiser beziehen. Derartige Gegenstände werden auch von Kaiser selbst zum Anlass von Regierungsjubiläen oder Neujahrsempfänge verschenkt. Aber auch andere Personen, beispielsweise Persönlichkeiten, die ihre Loyalität gegenüber dem Kaiser zeigen wollten, verschenkten Largitionsplatten oder Schalen, die häufig mit figürlichem Dekor versehen sind und der meist Bezug auf den Anlass der Schenkung hatte. Also waren die Platten oder Schalen ein Teil der sogenannten Largitio.
Das Theodosius-Missorium kann als Repräsentationsbild bezeichnet werden, da die Hauptfigur frontal dargestellt ist und ihren Blick aus dem Bildraum herauswendet. Die Aufmerksamkeit des Betrachters wird ganz auf die Person Theodosius I. gelenkt.

## Kunstgeschichtlicher Stellenwert

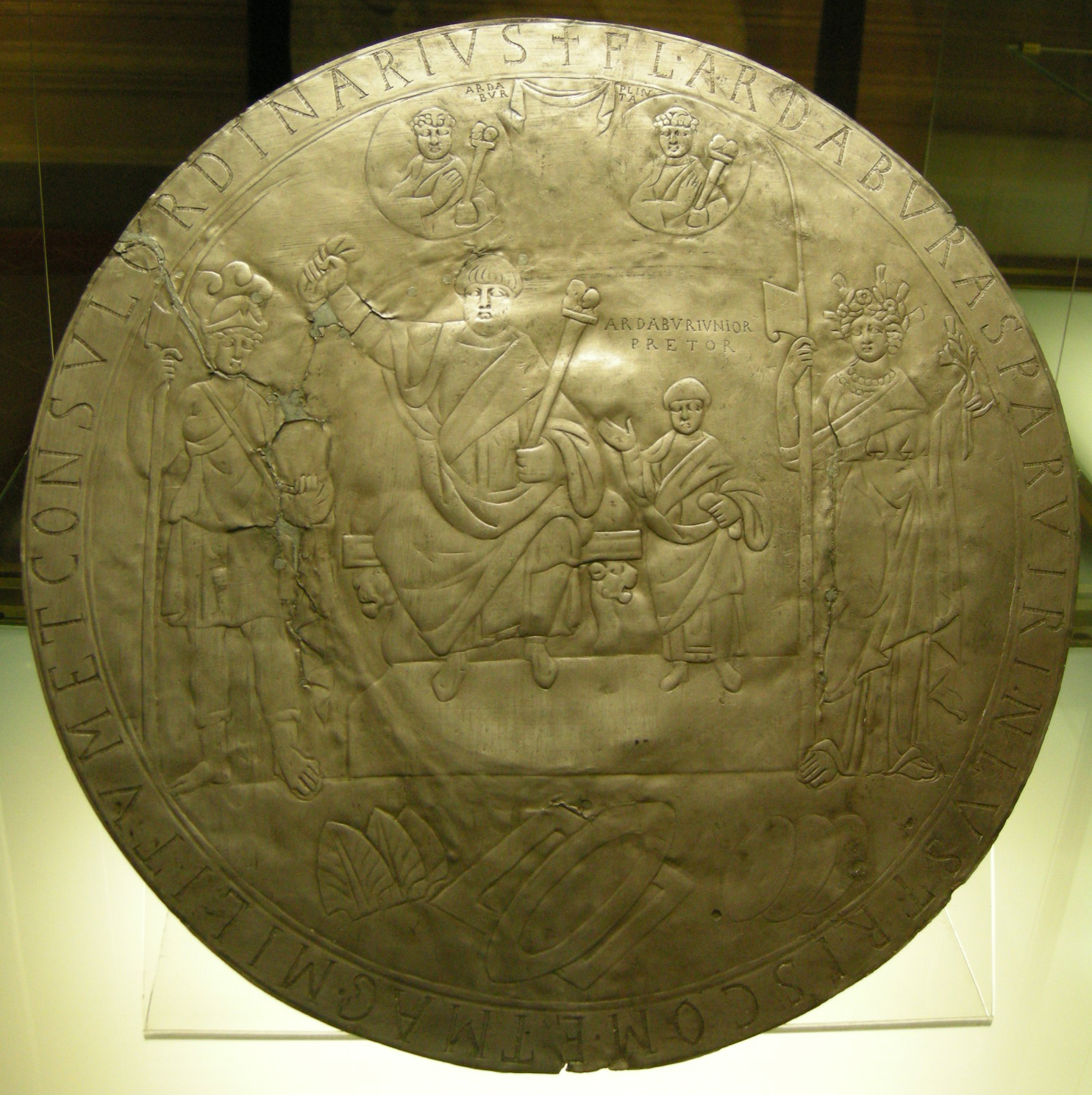
Missorium des Aspar, 434 n. Chr., Archäologisches Nationalmuseum Florenz

Neben dem Theodosius-Missorium gibt es noch weitere kleinere und größere Largitionsschalen, die als Vergleichsobjekte herangezogen werden können. Die silberne Kaiserplatte aus dem Schatzfund von Großbodungen kommt auf einen Durchmesser von 26 cm. Aus den Fragmenten dieser Platte konnte geschlossen werden, dass auch ein sitzender Kaiser, wie beim Theodosius-Missorium, dargestellt ist. Knapp ein Zentimeter größer als die silberne Kaiserplatte von Großbodungen ist die Largitionsschale des Valentinian in Genf. In der Mitte der Schale ist der stehende Kaiser als Soldat dargestellt, links und rechts begleitet von jeweils drei bewaffnete Begleiter.
Das Missorium des Flavius Ardabur Aspar kommt auf einen Durchmesser von 42 cm. Hauptfigur ist der thronende Konsul Aspar, begleitet von seinem Sohn. Auch sind hier unter anderem Bildnisschilde der Vorfahren Aspars abgebildet. Dieses Missorium gilt als Beispiel dafür, dass das Verschenken von Largitiongegenständen nicht allein dem Kaiser vorbehalten war, sondern auch Konsulen diese Möglichkeit hatten. Ein weiteres Beispiel, das dem Theodosius-Missorium vom Durchmesser schon näher kommt, ist die Decenalienplatte des Constans aus dem Silberschatz von Kaiseraugst, mit 56 bis 57 cm. Als letztes sei noch auf das Missorium des Anastasius, die sogenannte Anastasius-Platte, aus dem Schiffsgrab von Sutton Hoo hingewiesen. Sie hat mit 72 cm gerade einmal einen 2 cm kleineren Durchmesser als das Theodosius-Missorium.